# ميخائيل كلايتون (لاعب غولف)
ميخائيل كلايتون (بالإنجليزية: Michael Clayton)‏ هو لاعب غولف أسترالي، ولد في 30 مايو 1957 في ملبورن في أستراليا.

## وصلات خارجية
- ميخائيل كلايتون على موقع رابطة أوروبا للاعبي الغولف المحترفين (الإنجليزية)
- ميخائيل كلايتون على موقع رابطة اليابان للاعبي الغولف المحترفين (الإنجليزية)
- ميخائيل كلايتون على موقع التصنيف العالمي الرسمي للغولف (الإنجليزية)